# Straßenlauf-Länderkampf der Männer 1977 Niederlande – BR Deutschland – Schweiz
| 3. Leichtathletik-Länderkampf mit bundesdeutscher Beteiligung 1977       | 3. Leichtathletik-Länderkampf mit bundesdeutscher Beteiligung 1977 |
| ------------------------------------------------------------------------ | ------------------------------------------------------------------ |
|                                                                          |                                                                    |
| Straßenlauf-Vergleich der Männer: Niederlande – BR Deutschland – Schweiz |                                                                    |
| Austragungsort                                                           | Beek                                                               |
| Wettbewerbe                                                              | 1                                                                  |
| Datum                                                                    | 4. Juni                                                            |
| 1. FRG 2. SUI 3. NLD                                                     | 8:03:11,9 h 8:15:31,1 h 8:25:21,7 h                                |
| Chronik                                                                  |                                                                    |
| ← FRA-FRG Geher (M)                                                      | URS-FRG (M) →                                                      |

Im dritten Vergleich des Länderkampfjahres 1977 waren die Straßenläufer an der Reihe. Am 4. Juni wurde im niederländischen Beek der schon traditionelle Dreiervergleich zwischen der Bundesrepublik Deutschland, den Niederlanden und der Schweiz ausgetragen. Zum nun fünfzehnten Mal fand dieses Aufeinandertreffen als einziger Straßenlauf-Länderkampf des Jahres 1977 statt. In den ersten elf vorangegangenen Begegnungen hatten immer die bundesdeutschen Läufer vorne gelegen, doch 1974, 1975 und im Vorjahr hatte sich drei Mal in Folge das Team aus der Schweiz vor der bundesdeutschen Mannschaft durchgesetzt.

## Modus
Wie immer in den Straßenlauf-Länderkämpfen wurde ein Rennen über dreißig Kilometer durchgeführt. Jede Nation konnte maximal sechs Läufer stellen, von denen die fünf Besten über die Addition ihrer Zeiten gewertet wurden. Die Niederlande trat mit nur fünf Vertretern an, die alle in die Wertung kamen.

## Ergebnis
Die bundesdeutschen Läufer präsentierten sich wieder stärker als drei Mal in den Jahren zuvor. In der Einzelwertung erzielten sie einen Doppelerfolg und auch mit den Rängen vier und fünf lagen weitere bundesdeutsche Vertreter ganz vorne. So reichte ein elfter Platz für den fünften gewerteten bundesdeutschen Teilnehmer, um die Länderkampfwertung in 8:03:11,9 Stunden diesmal wieder für sich zu entscheiden. Mit einem Rückstand von mehr als zwölf Minuten folgten die nun wieder zweitplatzierten Schweizer deutlich zurück. Weitere knapp zehn Minuten dahinter belegten die Niederländer Rang drei.

## Legende
Kurze Übersicht zur Bedeutung der Symbolik – so üblicherweise auch in sonstigen Veröffentlichungen verwendet:
| DNF | nicht im Ziel (did not finish) |

### 30-km-Straßenlauf
| Platz | Athlet           | Land | Zeit (h)  |
| ----- | ---------------- | ---- | --------- |
| 01    | Jochen Schirmer  | FRG  | 1:33:17,8 |
| 02    | Günter Mielke    | FRG  | 1:36:06,2 |
| 03    | Richard Umberg   | SUI  | 1:36:55,2 |
| 04    | Falko Will       | FRG  | 1:37:11,8 |
| 05    | Anton Gorbunow   | FRG  | 1:37:16.4 |
| 06    | Albrecht Moser   | SUI  | 1:38:25,5 |
| 07    | Gerard Mentink   | NLD  | 1:38:48,7 |
| 08    | Andre Kolders    | NLD  | 1:37:29,4 |
| 09    | Wis van Houten   | NLD  | 1:39:09,0 |
| 10    | Alben Rohrer     | SUI  | 1:39:14,9 |
| 11    | Wolfgang Siefert | FRG  | 1:39:19,7 |
| 12    | Tony Funk        | SUI  | 1:39:40,5 |
| 13    | Eugen Schilter   | SUI  | 1:41:44,5 |
| 14    | Henk Nugteren    | NLD  | 1:42:32,8 |
| 15    | Peter Fliegen    | FRG  | 1:42:43,3 |
| 16    | Jörg Häfliger    | SUI  | 1:45:22,9 |
| 17    | Peter Kool       | NLD  | 1:46:25,7 |